# Piotr Wielki (serial telewizyjny)
Piotr Wielki (ang. Peter the Great) – amerykański miniserial biograficzny stworzony przez telewizję NBC. Opowiada o życiu rosyjskiego cesarza Piotra Wielkiego oraz jego działaniach zmierzające do przekształcenia Rosji w silne i nowoczesne państwo.

## Obsada
| Rola | Aktor                 | Polski dubbing              |
| --- | --------------------- | --------------------------- |
| Piotr I Wielki (stary) | Maximilian Schell     | Piotr Fronczewski           |
| Piotr I Wielki (młodszy) | Jan Niklas            | Krzysztof Kolberger         |
| Zofia Romanowa | Vanessa Redgrave      | Teresa Budzisz-Krzyżanowska |
| Fiodor Romodanowski | Omar Sharif           | Piotr Pawłowski             |
| Wilhelm III Orański | Laurence Olivier      | Zdzisław Tobiasz            |
| Isaac Newton | Trevor Howard         | Jerzy Kamas                 |
| Athalie | Ursula Andress        | Kalina Jędrusik             |
| Eudoksja Łopuchina | Natalja Andriejczenko | Anna Romantowska            |
| Aleksandr Mienszykow | Helmut Griem          | Krzysztof Kołbasiuk         |
| Anna Mons | Renée Soutendijk      | Anna Gornostaj              |
| Katarzyna I | Hanna Schygulla       | Ewa Żukowska                |
| Karol XII | Christoph Eichhorn    | Artur Barciś                |
| Natalia Naryszkina | Lilli Palmer          | Krystyna Mikołajewska       |
| Fryderyk I Pruski | Mel Ferrer            | Edmund Fetting              |
| Zofia Charlotta Hanowerska | Elke Sommer           | Ewa Kania                   |
| Patriarcha Adrian | Jan Malmsjö           | Maciej Maciejewski          |
| Aleksy Romanow | Borys Płotnikow       | Piotr Bajor                 |
| Wasilij Golicyn | Geoffrey Whitehead    | Marian Kociniak             |
| Eurfozyna Fiodorowa | Luba Ghermanova       | Ewa Domańska                |
| Patrick Gordon | Jeremy Kemp           | Wiesław Machowski           |
| Hrabia Tołstoj | Günther Maria Halmer  | Włodzimierz Press           |
| Ojciec Teodozjusz | Algis Arlauskas       | Andrzej Precigs             |
| Książę Suchorukow | Wsiewołod Łarionow    | Bogusz Bilewski             |
| Szafirow | Mike Gwilym           | Maciej Rayzacher            |
| Earl Sheremetief | Władimir Ilin         | Janusz Bukowski             |
| Wersja polska: Studio Opracowań Filmów w Warszawie Reżyseria: Zofia Dybowska-Aleksandrowicz Tekst: Maria Etienne (odc. 1-3), Krystyna Skibińska-Subocz (odc. 4-5) Dźwięk: Zdzisław Siwecki (odc. 1-4), Jerzy Januszewski (odc. 5) Montaż: Danuta Sierant (odc. 1-4), Gabriela Turant-Wiśniewska (odc. 5) Kierownik produkcji: Andrzej Oleksiak W pozostałych rolach: Andrzej Gawroński i inni |                       |                             |